# 納洪塔鎮區 (北卡羅萊納州韋恩縣)
納洪塔鎮區（英語：Nahunta Township）是位於美國北卡羅萊納州韋恩縣的一個鎮區。

## 地方資料
納洪塔鎮區的面積為126.13平方千米，皆為陸地。根據2020年美國人口普查的數據，當地共有人口3234人，而人口密度為每平方千米25.64人。